# Parargissa americana
Parargissa americana är en kräftdjursart som beskrevs av J. L. Barnard 1961. Parargissa americana ingår i släktet Parargissa och familjen Hyperiopsidae. Inga underarter finns listade i Catalogue of Life.